# Янктонаи

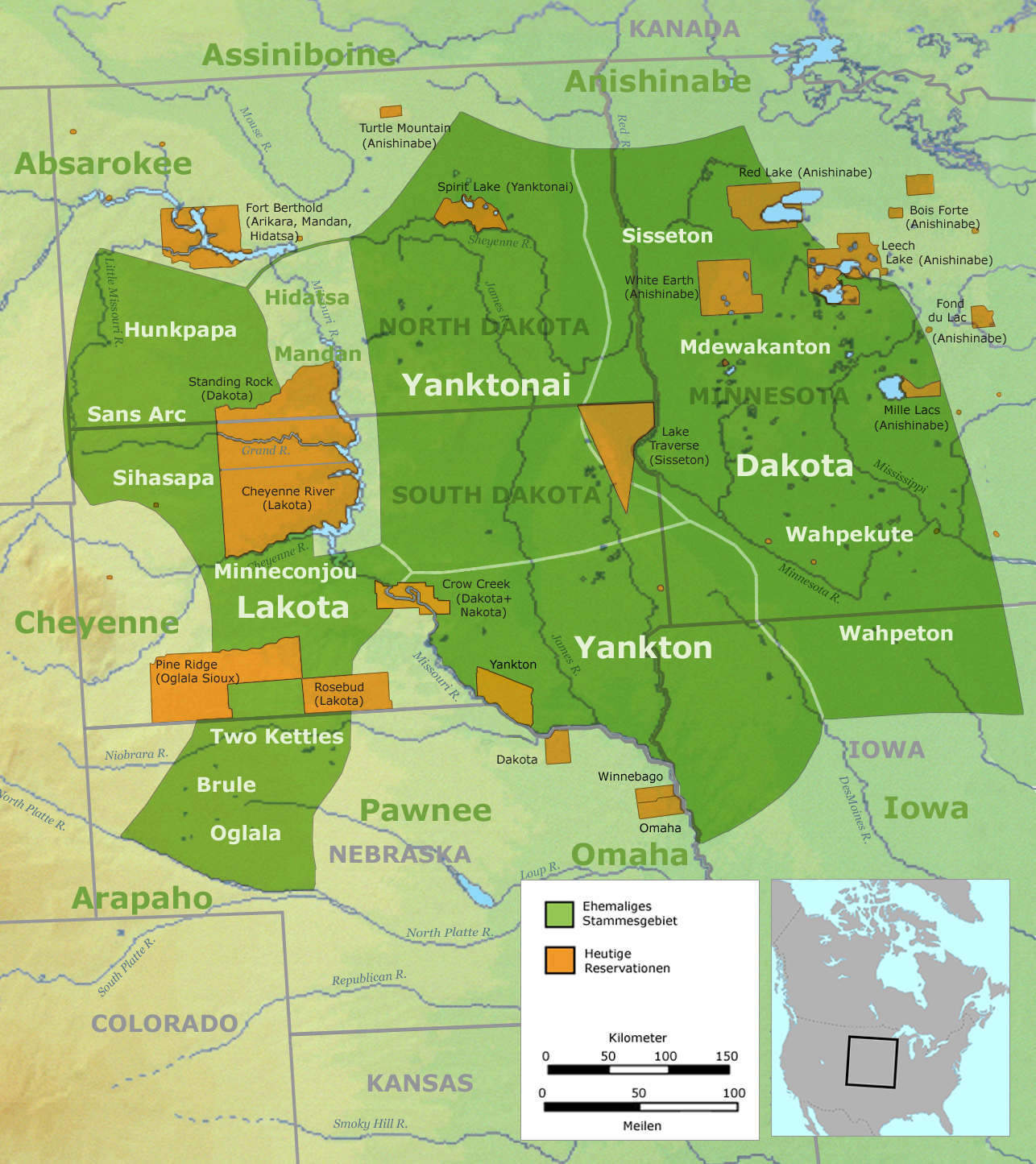
Историческая область расселения янктонаев и соседних племён.

Янктонаи, янктонай-сиу — индейское племя языковой семьи сиу. Вместе с янктонами они относятся к центральной группе народов сиу.

## История
Племена сиу стали переселяться на Великие Равнины из района Великих озёр. В восточной части современных штатов Северная Дакота и Южная Дакота обосновались центральные сиу, или западные дакота — янктоны и янктонаи.
Первым из европейцев, кто сделал записи о янктонаях, был французский первооткрыватель и путешественник Пьер-Шарль Ле-Сур, произошло это примерно в 1700 году. По данным экспедиции Льюиса и Кларка в 1804 году янктонаи кочевали вдоль рек Джеймс, Биг-Сиу и Ред-Ривер. Во время англо-американской войны часть янктонаев воевала против США на стороне Британии. Позже, янктонаи неоднократно принимали участие в сражениях против армии США, в том числе и в битве при Литтл-Бигхорн.
Ныне янктонаи и их потомки проживают в нескольких резервациях в Монтане, Северной Дакоте и Южной Дакоте.